# La Bataille de Moscou (film)
Pour les articles homonymes, voir Bataille de Moscou (homonymie) et Moscou (homonymie).
Pour plus de détails, voir Fiche technique et Distribution.
La Bataille de Moscou (en russe : Битва за Москву, Bitva za Moskvu) est un film soviéto- tchécoslovaque réalisé par Youri Ozerov, sorti en 1985.

## Fiche technique
- Titre : La Bataille de Moscou[2]
- Titre original : Битва за Москву, Bitva za Moskvu
- Réalisation : Iouri Ozerov
- Scénario : Iouri Ozerov
- Photographie : Igor Tchernykh
- Direction artistique : Tatiana Lapchina, Alexandre Miagkov
- Musique : Alexandra Pakhmoutova
- Son : Vitali Chmelkin, Vladislav Torokhov
- Costume : Diliara Ozerova
- Langues : russe
- Format : Mono - 2.35 : 1 - 35 mm - Couleur
- Date de sortie : 
  - URSS : juin 1985 (avant-première au Festival du Film de Moscou), en salles : 1er novembre 1985
  - Tchécoslovaquie : 1er novembre 1985
  - RDA : 31 octobre 1986

## Distribution
- Juozas Budraitis : Richard Sorge
- Mikhaïl Oulianov : maréchal Gueorgui Joukov
- Achim Petry : Adolf Hitler
- Emmanuil Vitorgan : commissaire Iefim Fomine
- Nikolaï Zassoukhine : Viatcheslav Molotov
- Viatcheslav Yezepov : Alexandre Chtcherbakov
- Leonid Koulaguine : général Maxime Pourkaïev
- Stepan Mikoïan : Anastase Mikoïan
- Evgueni Novikov : Nikolaï Chvernik
- Lev Prygounov : major général Lev Dovator
- Guennadi Saïfouline : major général Dmitri Leliouchenko
- Yakov Tripolski : Joseph Staline
- Vladimir Trochine : Kliment Vorochilov
- Alexandre Filippenko : général Dmitri Pavlov
- Bruno Freindlich : maréchal Boris Chapochnikov
- Youri Yakovlev: lieutenant général Leonid Petrovski
- Konstantin Stepankov : major-général Ivan Panfilov
- Nikolaï Krioutchkov : vieil homme de Viazma
- Piotr Glebov : maréchal Semion Boudienny
- Romualds Ancāns : général Piotr Gavrilov
- Mikk Mikiver : maréchal Ivan Koniev
- Valeri Barinov : Nikolaï Alexandrovitch
- Vladimir Zemlianikine : l'officier du 8e corps mécanisé
- Alexandre Pankratov-Tcherny : capitaine Kiyachko